# همسران خیانتکار
همسران خیانتکار (انگلیسی: Two-Time Mama) یک فیلم کمدی صامت کوتاه آمریکایی به کارگردانی فرد گیول است که در سال ۱۹۲۷ منتشر شد. از بازیگران این فیلم می‌توان به اولیور هاردی، گلن تراین، ویوین اوکلند، تایلر بروک، آنیتا گاروین و گیل هنری اشاره کرد.